# Fred Foss
Fred H. Foss (* 19. April 1949 in Queens, New York City; † 23. April 2019) war ein US-amerikanischer Jazzmusiker (Alt-, Bariton- und Tenorsaxophon, Flöte), der meist in der Musikszene von Washington, D.C. aktiv war.

## Leben und Wirken
Foss, der sich stilistisch an Jackie McLean orientierte (bei dem er auch Unterricht hatte), war als Musiker, Musikpädagoge und Mentor (u. a. von Wallace Roney und Elijah Jamal Balbed) in der Jazzszene von Washington, D.C. tätig; so gastierte er regelmäßig auf dem DC Jazz Fest. Im Laufe seiner Karriere spielte er u. a. mit Okyerema Asante (Yes We Can, 1986), Hugh Masekela, Abdullah Ibrahim, ferner mit René McLean und Steve Novosel; 1976 tourte er als Baritonsaxophonist bei Lionel Hampton & His Jazz Inner Circle Big Band in Frankreich (Jazz à la Huchette).
Mitte 1994 nahm Foss sein einziges Album unter eigenem Namen auf (The Journey), stilistisch im Hardbop- und Straight-ahead-Jazz-Idiom. The Washington Post lobte: „Foss zeigt Grazie und Mut, während er sich zwischen geradlinigem Jazz und einigen äußeren Bereichen der Musik bewegt. Sein Spiel ist abwechselnd zart und mutig, und trotz der großen stilistischen Bandbreite des Albums klingt er nie außerhalb seines Elements.“ Weitere Aufnahmen entstanden noch 2005, als Foss der Begleitband der Vokalistin Kim Mills angehörte (The Ruby and the Pearl). Im Bereich des Jazz war er zwischen 1976 und 2005 an vier Aufnahmesessions beteiligt.
Foss trat in den bekannten Jazzclubs der Hauptstadt auf, wie im Blues Alley und Bohemian Caverns. 2015 gastierte er mit eigener Band, in der Cyrus Chestnut (Piano), Herman Burney (Bass) und Savannah Harris (Schlagzeug) spielten, auf dem DC Jazz Fest mit einem Jackie McLean gewidmeten Tribut.